# Вяга
Вяга — ручей в России, протекает по территории Валдайского сельского поселения Сегежского района и Сумпосадского сельского поселения Беломорского района Карелии. Длина ручья — 25 км, площадь водосборного бассейна — 226 км².
Ручей берёт начало из озера Чёрного Дальнего и течёт преимущественно в юго-восточном направлении, в нижнем течении принимая правый приток без названия, вытекающий из Оштомозера.
Ручей в общей сложности имеет 16 притоков суммарной длиной 63 км.
Впадает на высоте 62,0 м над уровнем моря в реку Нюхчу, впадающую в Онежскую губу Белого моря (Поморский берег).
Населённые пункты на ручье отсутствуют.
Код объекта в государственном водном реестре — 02020001412202000007409.